# ロイアルミストブレード
『ロイアルミストブレード』は、大星由良による漫画作品。2006年1月5日からウェブサイト委託市場ドットコム上にて不定期に掲載が開始されているウェブコミック。陰陽道をからめた忍者漫画である。また、この作品をノベライズしたと思われるオンライン小説が、2017年1月17日からウェブサイト小説家になろう上に掲載されている。

## 概要
陰陽道をからめた、忍者漫画。陰陽道と忍術という二大要素を組み合せ、現代の学園生活に持ち込んだ作品。内容はヒーローの少女に対し、守られるヒロインの少年、という逆転した役回り。彼が所かまわず魔物に襲撃される様子は、稲生物怪録絵巻の平太郎を想起させる。戦国時代からやって来た、少女の時代がかった言葉使いや考え方、現代人には遠く、馴染み薄い臣道はひたむきであればあるほど、滑稽さを際立たせる一方で、胸を打つ。

## あらすじ
四百年以上前の京都。大雨のなかで、人知れず対決する陰陽師と一匹の魔獣。魔獣は敗れ、彼の子孫を殺す、と予告して去った。時が流れ現代の高校生、土御門響也は、神奈川県の鎌倉山の山頂にある土御門神社の宮司で、祖父の土御門空夜から、四百年前に先祖がおこなった秘術を、受けとる儀式をやると告げられた。すると実際に、落雷とともに少女が現れる。少女の名は霧隠彩（さい）。響也の先祖である陰陽師が、身を守るすべのない彼のために、時を越えて送りこんだ護衛役だった。自分を忍びと名のる少女は、素直で献身的だが現代の習慣を知らず、響也にも彼女の使う言葉が所どころ分らなかった。だがそれ以来、響也には次々と妖怪変化が襲いかかるようになる。やがて、騒ぎはクラスメイトや学園全体を巻き込む騒動へと発展していき、響也との心のすれ違いも生まれ、彩は失踪。そして魔物の襲撃がふたたび教室内におよび、最終決戦が校庭を舞台にくり広げられることになる。

## 登場人物
土御門響也（つちみかど きょうや）
聖ルイス・フロイス学院2年α(アルファ)組に通う高校生、1７歳。背が高く秀麗な外見だが、マイペースな性格で、朴念仁・昼行灯を自認している。あだ名は「アホの響也」、または「呆也」と呼ばれることもある。遡れば安倍晴明の末裔で、それを知ってはいるが、彼自身には特別な能力はなく本人も関心を持っていない。古い因習に対して拒否感を抱いており、押しかけ忍者・彩の思考や振る舞いにも、時おり嫌気を示す。クラスメイトの生徒会長から、ツチノコの飼育を押しつけられ、腹に乗せて昼寝したことがある。鎌倉市鎌倉山出身、西鎌倉小学校/手広中学校卒業。
土御門朔夜（つちみかど さくや）
響也の先祖で、四百年以上前の戦国時代に活躍した大陰陽師。占術をはじめ強大な霊力を兼ねそなえ、魔物を調伏するほか、時間を越えて、人間を遠い未来まで移動させることもできる。戦火で焼けだされた、幼い頃の彩を保護して養育、陰陽の術と忍術を授け、「師君様」と呼ばれる。のちに彩を自分の子孫のもとに送りだした。
霧隠彩（きりがくれ さい）
響也の先祖の能力によって時を越え、現代に送り込まれて来たくノ一。霊剣「霧刃」を振う。純真無垢な少女で旧主を敬愛し、その忠誠心から、命をかけて響也を護る覚悟をしている。その健気な姿が、響也の級友たちの心をとらえ、大切にされるようになる。新しい主、響也を「ご主君様」と呼び、返事は主に「御意」である。
土御門空夜（つちみかど くうや）
響也の祖父で、土御門家総帥。体格は小柄だが、合気柔術の達人。顔立ちは孫の響也とあまり似ていない。占いの専門家であり、かなりの霊力を持つらしい。飄々とした性格の人物で、跡継ぎである孫に、占術や祭事の伝承を強制するでもなく、響也と彩を温かく見守っている。語尾に「ぢゃ」をつけるのが特徴。
戦国時代から来た魔物
響也の先祖、土御門朔夜との間に確執があり、命を狙い続けていたが殺すことができず、弱い彼の子孫を狙い、危険をおかして現代までやってきた。はるか昔、『天帝』に仕えていた『天人』で、それが退転したとされ、聖書における『堕天使』を示唆しているとも考えられる。残忍、酷薄、執拗な性質で、響也の命を狙い、神社の結界を突破して強襲するが、彩によって阻止された。このとき、居合わせた生徒会長も、親友と幼なじみのニセ者によって、彩が張った結界の外まで、誘いだされかけた。陰険で狡猾な反面、発作的な凶暴性を見せるなど、精神的に不安定なさまをのぞかせる。彩の旧主であった朔夜との対決時は、巨大な狼の外見に尻尾が三匹の蛇だった。学院の校庭における彩との決戦時は、大きな蛇か竜のようであり、それはタイムリープ能力の不足で、現代まで入れたのが全体のほんの少しだったため。
鞍馬凜子（くらま りんこ）
土御門神社のアルバイト巫女。逗子美大の2年生で、極楽寺駅近くの理容店の2階に下宿している。スズメのさえずりが人間の会話に聞こえるなど、ある程度の霊力を持っているらしく、神社の境内で異常事件と遭遇し、寝こんでしまう。
鞍馬研作（くらま けんさく）
凜子の父親。怪異に遭って倒れた娘を引取りにくるが、土御門神社の母屋で、中学生のころ亡くなった叔父と会う。実は魔物が化けた姿であり、衝撃の場面に遭遇する。
鞍馬佐奈絵（くらま さなえ）
凜子の母親。若作りで、娘とそっくり。土御門神社の母屋で、亡き母に化けた魔物が彩に刀で切られるのを見てしまい、ショックを受ける。
フチ
名前は不明で、御狼沙織の祖母。「トゥス」と呼ばれる巫術師。そのため、孫娘にとって良い出会いがあるとの霊感を得ていたのか、ためらう沙織をルイス・フロイス学院に送りだす。
千代（ちよ）
土御門神社で飼われている、白毛の牝猫。半野良。

### 2年α組クラスメイト
遮那堂かほる（しゃなどう かほる）
通称「遮那」。生徒会長とクラス委員を兼ねる、才色兼備の少女。聡明で度量が広く、社交的で親切。カリスマ的な指導力を発揮し、決断力に優れ、特に教師、女子生徒達からの信頼が厚い。中学生の頃から生徒会長を務め、いじめ撲滅運動を起こし、「信頼と結束・正義」の理念の基に、楽しい学校生活実現を掲げ校内浄化に成功した。多数の後輩たちが彼女を追って志望校を決める、などの珍事も起こり、そのため「伝説の生徒会長」と呼ばれる。彩が初めて教室に飛びこんできたとき、教師に対して取りなし事態の悪化を防いだ。源氏山公園近くでツチノコを捕獲し、持ちあげたことがある。鎌倉市小町出身、御成小学校/御成中学校卒業。
雪城舞（ゆきしろ まい）
遮那堂の親友で、参謀格。生徒会役員ではないが、やはりクラス内での発言力は強い。鎌倉の名家の出で、お嬢様言葉が特徴。話題が豊富で、物知り。小遣いに困っていないが、アルバイトをするなど行動力もある。鎌倉市雪ノ下出身、ハリス記念鎌倉幼稚園/御成小学校/御成中学校卒業。
叶仁子（かのう ひとし）
通称「ジンコ」。本名が気に入らず、本人は通称で呼ばれることを好む。身長が171センチと、女子のなかでは背が高く、ボーイッシュな外見で、バスケットボール部のエース。横浜市出身。
扇谷要（おうぎたに かなめ）
両脇に束ねられた、巻き髪が特徴的な少女。語尾を伸ばす癖があり、性格はのんびり屋で温厚。いつもニーソックスを履いている。
風祭美樹（かざまつり みき）
前髪を右分けした、エンジェルストレート＆ロングヘアが特徴という少女。扇谷要と一緒にいることが多い。
葦舘留美（あしだて るみ）
「コスプレ部部長」を自称する怪女。コスプレ衣装を作るのが趣味で、他人に着せることが喜び。鴨川セリがよくその標的になる。彩のニンジャスーツを制作したのも彼女。叶ジンコとよく絡み、ツッコミを入れられている。演劇部に入り込み、衣装工房を私物化しているため、演劇部長の怨嗟の的である。藤沢市鵠沼出身。
御狼沙織（おいの さおり）
いじめに遭い、鎌倉まで一人で越してきて学院に転入したという。学院寮に住んでおり、無口で内向的な少女だが、響也に好意を抱いており彩の存在を強く意識している。アイヌ系。北海道苫小牧勇払郡厚真町、美里出身。ちなみに御狼姓の由来は、先祖が昔住んでいた上幌内地区にある小川の近辺がアイヌ語のo-inaw-us-i（其処は/イナウの/立ち並ぶ/場所）という意味で、「オイナゥスィ ペツ」を和音にした時「オイノ ペツ」に訛り、役人の出身地の東北地名に基づき「御狼沢」と訳され、明治９年の創氏改名の布達で、沙織の先祖が「御狼」の姓を名のるようになったと説明されている。
鴨川セリ（かもがわ セリ）
わずか7歳で学院に編入した天才児。理事長がある施設から引き取った。クラスのマスコット的な存在だが、本人は歳に見合わぬ気を使っている様子。御狼沙織と同じ学院寮に住み、秘かに姉妹の約束を交わしている。
日浦咲（ひうら さき）
男子の間では、強面で通っている女子。寡黙な性格で、入学間もない時期に叶仁子と友達になった。
豪田悟（ごうだ さとる）
遮那堂とは、幼少時代からの幼なじみ。そのせいか、彼女から好意をよせられている。幼い頃の2人には何か特別な経緯があるとも。やんちゃで明るい性格。鎌倉市小町出身、御成小学校/御成中学校卒業。
雛守直隆（ひなもり なおたか）
スタイリッシュな容姿を持つ、水も滴るイケメン。家は裕福らしく、自分の家にきて住むよう彩に薦めて断られた。
鮫島銀太（さめじま ぎんた）
自称「ギンちゃん」。彩が土御門神社から姿を消したのを知ったとき、響也の責任と考えて遮那堂に密告した。
後藤修次（ごとう しゅうじ）
自称「サーファー」の少年。

### 聖ルイス・フロイス学院関係者
烏丸頼子（からすま よりこ）
ルイス・フロイス学院の教師。響也たちのクラス2年α（アルファ）組の担任で、哲学専攻。初めて彩が教室に乱入してきたとき、刀をもっていたのを咎め取り上げようと迫った。気が強く教育に厳しい姿勢でのぞむが、根は生徒思い。
クリスティーナ
学院敷地内の、木造教会に務めるシスター。
黛房江　（まゆずみ ふさえ）
ルイス・フロイス学院の現国教師。烏丸頼子の妹分という噂もある、大学の後輩。
波多野
名前は不明。教頭で副学院長格。校庭に怪物が現れたさいは、緊急対応時の副本部長とされ、烏丸頼子からは教職員を集合させ、全校生徒を教室で待機させるよう進言される。
学院長
姓名不詳。校庭に怪物が現れたさいは、緊急対応時の本部長だったが、あいにく不在で活躍できず。
理事長
姓名不詳。学院長とは別に存在する実力者らしく、シスター・クリスティーナの推薦で、当時6才だった鴨川セリの編入を認めたとされる。
常盤（ときわ）
学院敷地内にある、白百合寮の寮母。包容力がある人らしく、御狼沙織は「鎌倉のお母さんみたいな人」と言っている。
ルイス・フロイス
イエズス会所属の元宣教師。ポルトガル人。現在学院敷地内の木造教会に、安置されている。
ロレンゾ了斎（　―　りょうさい）
キリスト教に帰依し、宣教師ルイス・フロイスの通訳も務めた日本人の元琵琶法師。現在学院敷地内の木造教会に、安置されている。

### 鎌倉学院物語 編の登場人物
春原芽衣子（すのはら めいこ）
ルイス・フロイス学院の3年生。女子剣道部主将。彩の剣の腕を見込んで、坂東旗剣道大会に助っ人を頼む。士衛館高校女子剣道部主将の石動萌とは旧知の間柄。
栗林茜　（くりばやし あかね）
士衛館高校女子剣道部員、1年生。坂東旗剣道大会の先鋒。彩が腹に気を込めただけで、気合いに打たれて気絶して敗退。向こう気の強い性格で、後日不正を疑いルイスフロイス学院に殴りこんできた。自分を「ボク」と称する、僕っ子。
沢渡朱里亜（さわたり じゅりあ）
士衛館高校女子剣道部員、2年生。坂東旗剣道大会の次鋒。彩の小手を受けたら手が麻痺して、2本目を棄権して敗退。自分を「オレ」と称する、俺女。
小笠原聡子（おがさわら さとこ）
士衛館高校女子剣道部員、2年生。坂東旗剣道大会の中堅。彩の姿が巨大化して迫ってくる幻を見て、逃げ腰になって反則4回で敗退。
周防このみ（すおう このみ）
士衛館高校女子剣道部員、3年生。坂東旗剣道大会の副将。彩の恐ろしいまでの実力を見抜き、負けを覚悟して攻略のヒントを得ようとするが、小手を打たれたあと足が硬直して倒れ、結局手も痺れて敗退。
石動萌（いするぎ もえ）
士衛館高校女子剣道部主将、3年生。坂東旗剣道大会の大将。彩との対決で、剣気を浴びながらも出鼻面を放つが、小手を打たれて一本を取られる。2本目で突きを放つもりだったが、手が麻痺して失速。小手を打たれ竹刀を落として棄権。
紺野諌美（こんの いさみ）
回想中、姓名のみ登場。1年生の石動萌が入部したてのときの剣道部部長で、当時3年生。後輩思いで人情味あふれる人物だったらしく、その人柄が2年生にも反映されて、先輩、後輩の関係は良好だったという。自然と結束力や士気が上がり、県大会で優勝までした。萌の後輩思いはこの上級生の影響があるとも考えられる。
威坂志乃武（いさか しのぶ）
群馬県・高崎明央高校女子剣道部員、3年生。坂東旗剣道大会の副将。前回の大会では15人抜きを達成して優勝、『剣姫』と称えられた。彩の突きを受けて立ちあがるも、体に変調をきたしてあっさり敗退。
巴千鶴（ともえ ちづる）
高崎明央高校女子剣道部員、3年生。坂東旗剣道大会では大将。彩に胴を打たれたとたん、仰向けに倒れ、全身麻痺で起きあがれなくなって敗退。最後まで試合にでない「座り大将」と思われていたが、威坂をはじめとする強豪部員がことごとく彩にやぶれて、決勝に引きずりだされた。
すぱげっちゅ・かるぼなーら
ネット実況者グループ「我等NLW」のメンバーで、坂東旗剣道大会の実況を担当。
剣崎矢太郎（けんざき やたろう）
ネット実況者グループ「我等NLW」のメンバー。坂東旗剣道大会の解説を担当。
地団駄ふみ（じたんだ ふみ）
ネット実況者グループ「我等NLW」の女性メンバー。坂東旗剣道大会のゲストコメンテーター役。
坂東旗剣道大会の警備担当者
我等NLWの中継に対するクレームを受けて、注意しにきた男性2名の内の1人。剣崎矢太郎が「自分は剣道三段だよ」と牽制すると、「すごいな、私は五段どまりでね」とさらりと払って、結局3人を会場外に連行した。
我等NLWの中継席付近の観客の男性
我等NLWを注意しにきた警備担当に対して、「早く連れてっちゃって。邪魔だから」といい、3人に引導を渡す。
常楽寺の住職
姓名不詳。坂東旗剣道大会の開催場所、川崎市とどろきアリーナ近くにある常楽寺（通称・まんが寺）の僧侶。このお寺がルイス・フロイス学院、女子剣道部の宿泊先になった。彩はここが真言宗智山派寺院であり、親しみをおぼえ「自分は嘗て新義言家の高僧に師事し、唐の兵法を学ばせて戴いた。四百五十年ほど前の事で……」と挨拶したため、和尚は困惑顔だった。
疋田豊五郎（ひきた ぶんごろう）
新陰流流祖、・上泉伊勢守の元高弟で、疋田陰流の祖。彩に新陰流剣法を教えた剣術指南。そのかわり彩の師君、土御門朔夜から、陰陽術のひとつ「営目」を伝授してもらい剣術に役立てた。
覚舜上人（かくしゅんしょうにん）
新義言家（真言宗）の高僧。彩に唐の五大兵書（太公望「六韜」、黄石公「三略」、孫武「孫子」、呉起「呉子」、司馬穰苴「司馬法」）を教えた。
玉露（ぎょくろ）
響也が幼いころ、祖父の空夜に式神として仕えていた九尾の狐。御狼沙織に取りついて、土御門神社の結界を突破して空夜と再会しようとする。
篠崎真帆子(しのざき まほこ)
叶仁子の中学時代の友人。遮那堂かほるに関する情報を知らせる。卒業式では友情を誓いあったが、仁子から呼びだされた時、グチもろくに聞かず、冷たく突き放したことを気にして、のちに電話して謝った。（じっさい絶交を決意していた仁子も、そのおかげで機嫌を直して復縁した。）
福沢祐女（ふくざわ ゆめ）
遮那堂かほるに対して、自分とスールになることを要求する一年生。のちに叶仁子のすすめで、 葦舘留美のスールになった。
ダイヤ・ランドール
土御門神社の居候。異世界からの難民で、意思と自我を持つ陶器製（ビスクドール）の生き人形。土御門神社にやってきたとき葦舘留美がそう呼ぶように紹介したので、宮司である空夜は「金剛石」と呼んでいる。
ゼエレ・ランドール
ダイヤ・ランドールが「お父さま」と呼ぶ、彼女の製作者。異世界から逃れて、鎌倉に移り住んでいた。
ヨシツネ
ゼエレ・ランドールによって、生命を吹きこまれたクマのぬいぐるみ。イギリスのメーカー、チャドバレー製で、体長89センチの巨大モデル。ダイヤの従者として一緒に暮らしている。
セシル・メサイア
異世界において、歴史上初の女性勇者。17才。勇者パーティーの仲間達と遠征し、大魔王と配下の魔王軍数百万を討伐。貴族の令嬢だが母の身分が低く、跡取りとして期待されなかったので、下町で育つ。冒険者ギルドで下働きをしていた、年上の男の子ふたりを兄と慕うようになるが、のち神託によって教会から召しだされた、という過去をもつ。
フィン
セシルが兄と慕う幼なじみふたりの内の一人。剣士で、冒険者ギルド「ピクシーナーゼ」所属の新人冒険者。グスタフ率いるパーティーの誘いを受け、異界派遣任務により、「エルデラン」（地球）の日本・土御門神社境内にやってくる。
キイス・アシュフォルト
フィンの幼なじみの槍術使い。セシルが兄と慕うもう一人。冒険者としてフィンとともに、グスタフのパーティーに新入団員として参加する。
グスタフ・レオン
冒険者ギルド「ピクシーナーゼ」所属のベテラン冒険者で、ランクはミスリル級。元騎士団長。危険と報酬の大きい異界派遣任務を請負い、フィンとキイスふたりの新人を誘って土御門神社にやってくる。槍と斧が一体になった武器、ハルバートを使用。
ランス・シュミット
グスタフ率いるパーティーで、斥候役を担当する冒険者。盗賊出身。性格が軽く、キザでおしゃべりだという。土御門神社境内で彩に捕まる。
エマ
勇者パーティーメンバーの一人で、魔導師。凱旋パレード中の勇者セシルが、周囲の熱狂的歓迎に無関心なのを気にかけて、帰宅後の予定を問いかけた。
クレアソート
勇者メンバーの一人。美しい外見を持つハイ・エルフで、弓の名手。セシルを実の妹のように思っている。
ゲイン
勇者メンバーの一人で、黒豹の頭を持つ獣人の僧侶。
オーサ・ロセ・アスカネリ
勇者メンバーの若い女神官。ただ一人年齢が近いセシルから、魔王軍と戦う決意をした本当の理由を、打ち明けられていたらしい。異界で行方不明になったフィンとキイスを救うため、異界にむかおうとするセシルを身を挺して止める。
梶原佐助（かじわら さすけ）
源氏山に生息していたノヅチ（つちのこ）。遮那堂かほるに保護され、のちに土御門神社に預けられる。名前は保護された場所の地名、「梶原」と「佐助」を合わせて響也が名づけた。

## 設定上の考察
響也が通う学院の最寄駅「セミナリオ前」駅は、江ノ電「鎌倉高校前駅」がそのまま使用され、ホーム背後の高台、外国人墓地の上に校舎があるというロケーションなどから、ここに実在する七里ヶ浜修道院を中心とした一帯に、作中学校の施設が広がる設定と思われる。
土御門神社は、鎌倉山の頂にあるとされた、架空の神社である。眼下に見渡す、七里ヶ浜東の街並みという記述や、響也が「学区の関係でここ（稲村ヶ崎小学校）に入れなかった」といっていることから、極楽寺４丁目12番との町境、鎌倉山2丁目28番から遡る番地の範囲に、作中の社は位置していると推測される。
舞台となる鎌倉には、「お化け出現注意」「幽霊出没多発地帯」などの行政設置の立て看板などが見られるとされ、生徒・住民ともに妖怪の類に免疫がある様子が窺われることから、不思議な現象が日常的に起きているものと推察される。鎌倉を特異な霊域とするこれらの前提は、漫画鎌倉ものがたりと共通する設定で、作中で起こる怪異な事件の裏付けや補強材料である。